# Penn Center Suburban Station
Le Penn Center Suburban Station est gratte-ciel de 101 mètres de hauteur construit de 1924 à 1929 à Philadelphie aux États-Unis. Il est construit au-dessus d'une gare, la Suburban Station (en).
L'immeuble a été conçu dans un style Art déco par l'agence Graham, Anderson, Probst & White et par l'agence John Milner Associates, Inc.
Il a coûté à l'époque 6 027 735 $